# Fuirena repens
Fuirena repens är en halvgräsart som beskrevs av Johann Otto Boeckeler. Fuirena repens ingår i släktet Fuirena och familjen halvgräs. Inga underarter finns listade i Catalogue of Life.